# إدي لونغ (كاتب)
إدي لونغ (بالإنجليزية: Eddie Long)‏ هو قسيس وكاتب أمريكي، ولد في 12 مايو 1953 في هانترسفيل في الولايات المتحدة، وتوفي في 15 يناير 2017 في أتلانتا في الولايات المتحدة بسبب سرطان.

## وصلات خارجية
- إدي لونغ على موقع ميوزك برينز (الإنجليزية)
- إدي لونغ على موقع إن إن دي بي (الإنجليزية)
- إدي لونغ على موقع ديسكوغز (الإنجليزية)